# La Pimientita
La Pimientita är en ort i Mexiko.   Den ligger i kommunen José María Morelos och delstaten Quintana Roo, i den östra delen av landet, 1 100 km öster om huvudstaden Mexico City. La Pimientita ligger 60 meter över havet och antalet invånare är 260.
Terrängen runt La Pimientita är platt, och sluttar österut. Runt La Pimientita är det mycket glesbefolkat, med 4 invånare per kvadratkilometer. Närmaste större samhälle är Chunhuhub, 12,1 km nordost om La Pimientita. I omgivningarna runt La Pimientita växer i huvudsak städsegrön lövskog.